# Lis Carlsen
Lis Carlsen er en tidligere dansk atlet. Hun var medlem af SAGA.

## Danske mesterskaber
- Sølv 1959 800 meter 2:19,6
- Sølv 1958 800 meter 2:25,4